# NGC 2876
NGC 2876 (również PGC 26710) – galaktyka soczewkowata (S0), znajdująca się w gwiazdozbiorze Hydry. Odkrył ją Édouard Jean-Marie Stephan 5 marca 1880 roku.